# Veine centrale de la rétine
La veine centrale de la rétine est une veine satellite de l'artère centrale de la rétine.

## Trajet
La veine centrale de la rétine traverse le centre du nerf optique.
Elle est entourée de tissu conjonctif fibreux.
Elle quitte le nerf optique à 10 mm du globe oculaire.
Elle se termine soit dans la veine ophtalmique supérieure, soit dans le sinus caverneux, .
Plus rarement elle se jette dans la veine ophtalmique inférieure.

## Zone de drainage
La veine centrale de la rétine draine le sang de la rétine.[réf. nécessaire]

## Aspect clinique
La veine centrale de la rétine est l'équivalent veineux de l'artère centrale de la rétine. Comme ce vaisseau sanguin, il peut souffrir d'occlusion (occlusion de la veine centrale de la rétine ). Cette occlusion est similaire à celle observée dans le syndrome ischémique oculaire.

## Galerie

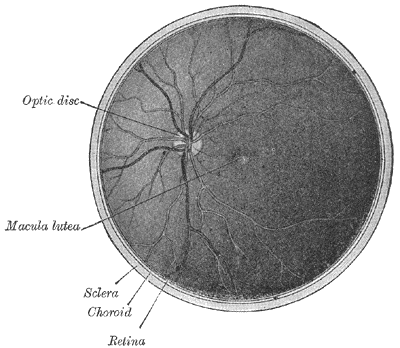
Intérieur de la moitié postérieure du bulbe de l'œil gauche. Les veines sont plus foncées que les artères.
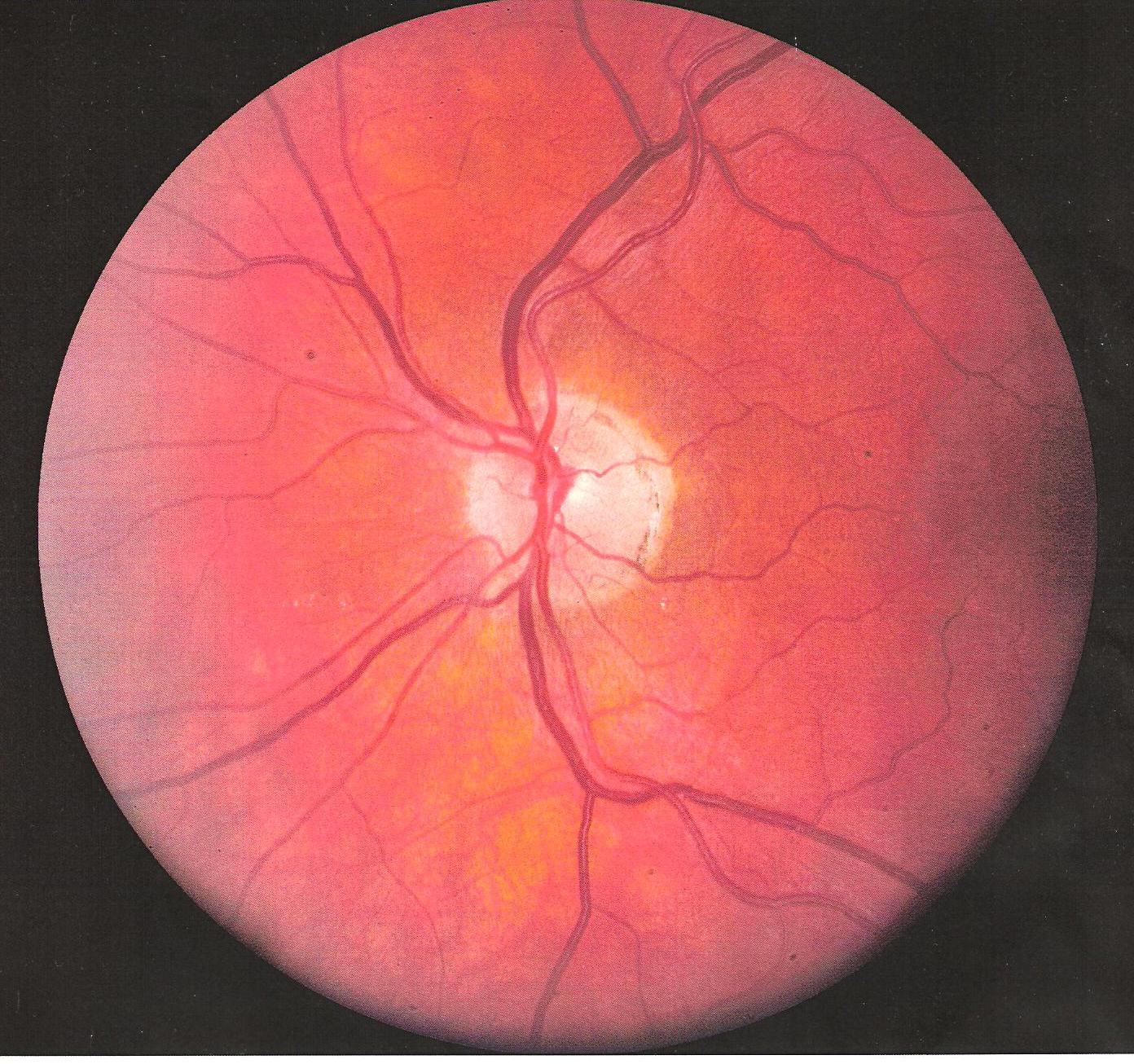
Vaisseaux oculaires